# Cazals (Tarn y Garona)
 Cazals  es una población y comuna francesa, en la región de Mediodía-Pirineos, departamento de Tarn y Garona, en el distrito de Montauban y cantón de Saint-Antonin-Noble-Val.

## Demografía
| 149 | 153 | 138 | 176 | 181 | 159 |
| Para los censos de 1962 a 1999 la población legal corresponde a la población sin duplicidades (Fuente: INSEE [Consultar]) |     |     |     |     |     |